# Antidesma bunius
Бігнай (Antidesma bunius) — вічнозелене дерево роду антідесма (Antidesma).

## Будова
Дерево висотою 15-30 м. Має глянцеві, довгасті листя темно-зеленого кольору з короткими черешками до 20 см в довжину та 7-8 см ширини. Квіти дрібні (до 2 мм), непоказні, блідо-червоного відтінку. Квіти зібрані в суцвіття в пазухах листків на кінцях гілок. Квіти (особливо чоловічі) мають тяжкий запах, який важко переносять деякі люди.
Круглі плоди діаметром 8 мм зібрані у звисаючі грона. Оскільки плоди дозрівають не одночасно у гроні можна знайти одночасно жовтувато-зелені, і пурпурно-червоні, і чорно-фіолетові ягоди. Недостиглі плоди мають кислий смак, але дозріваючи, стають солодкуватими. Шкірка плодів тонка і при ушкодженні рясно виділяє яскраво-червоний сік, що важко відмивається з шкіри та одягу. М'якуш плоду безбарвний. Кожен плід містить одну велику, світло-коричневу кісточку.

## Поширення та середовище існування
Поширений у Південно-Східної Азії, Індії, Китаї та Австралії. Вирощують у США.

## Практичне використання
Плоди бінгаю використовують для приправ до став з м'ясом та рибою. В неприготованому вигляді бінгай їдять переважно діти. Також зі заброджених плодів роблять алкогольний напій.
У народній медицині листя дерева використовують для лікування зміїних укусів.

## Хвороби та шкідники
Дерево піддається нападу термітів в Південно-Східній Азії. У Флориді, листя можуть бути значною мірою пошкоджуватися борошнистим червцем. Листя вражають водорості Cephaleuros tirescens.